# Bharathidasan University
Bharathidasan University är ett universitet i Indien.   Det ligger i distriktet Tiruchchirāppalli och delstaten Tamil Nadu, i den södra delen av landet. Bharathidasan University ligger 97 meter över havet.